# Athous zuzartei
Athous zuzartei е вид бръмбар от семейство Полски ковачи (Elateridae).

## Разпространение
Този вид е разпространен в Португалия.